# Wygoda (Żory)
Wygoda – część miasta Żory, położona w rejonie ulic Wygoda i Rybnickiej, na północny zachód od centrum Żor.
Kolonia z lat 1770-1780, pierwotnie pod nazwą Henriettendorf. Od ok. 1845 jako Wygoda - zapewne od nazwy funkcjonującej tu karczmy przy trakcie Żory-Rybnik.
Do 1945 kolonia w gminie jednostkowej Rowień w powiecie rybnickim, wchodząca w skład prowincji prowincji śląskiej (do 1919 roku), a następnie prowincji górnośląskiej. Od 1945 w powiecie rybnickim w województwie śląskim. 1 grudnia 1945 odłączona od Rownia i włączona do Żor.